# Myaung (township)
Myaung – township w Mjanmie, w prowincji Sikong i dystrykcie Sikong.
Według spisu z 2014 roku zamieszkuje tu 106 411 osób, w tym 47 677 mężczyzn i 58 734 kobiety, a ludność miejska stanowi 7,3% populacji.
Teren township dzieli się na miasteczko Myaung oraz 47 jednostek administracyjnych czwartego rzędu (village tract), obejmujących następujące wsie:
- Aing Thar: Aing Thar
- Bone Khaung: Htone Kyaing, Bone Khaung
- Bu Kaing: Se, Tha Yet Taw, Bu Kaing
- Chaung Zin: Ya Thit, Chaung Zin
- Gaung Kwe: Gaung Kwe
- Hpwar Saw: Swea Lwea Oh, Hpwar Saw
- Kin Ywar: Kin Ywar
- Koe Pin: Koe Pin
- Kyar Oh: Kyar Oh
- Kyauk Hpu Kone: Ka Thit Kone, Boe Myat Thar, Kyauk Hpu Kone
- Kyauk Tan: Si Pin, Chan Thar, Kyauk Tan
- Kyauk Yit: Kyauk Yit
- Kyaung Hpyu: Hne Hmoke, Kyaung Hpyu
- Let Yet Ma: Aung Chan Thar, Let Yet Ma
- Ma Gyl Boke: Ma Gyl Boke
- Ma Yoe Kone: Kyi Kone, Ma Yoe Kone
- Mei Ma Thaw: Mei Ma Thaw, Sint
- Min Tan: Min Tan
- Myit Son: Myit Son
- Myit Thar: Sin Hlaung, Myit Thar, Thu Kha Di Pa
- Na Bet: Ywar Thit, Na Bet
- Na Gar Pauk: Na Gar Pauk
- Nay Pu Kone: Ku Toet Kone, Nay Pu Kone
- Nga Yant Oh: Min Hla, Nga Yant Oh
- Ngar Pel: Ngar Pel
- Nyaung Kar Yar: Nyaung Kar Yar
- Oke Hne Boke: Mya San, Oke Hne Boke
- Pa Rein Ma: Shwe Ta Chaung Kyun, Pa Rein Ma
- Pa Rein Ma Kyun: Pa Rein Ma Kyun
- Pan Nyo: Pan Nyo
- Pauk Chaung: Pauk Chaung
- Pauk Taw: Pauk Taw, Ah Nyun
- Shwe Bon Thar: Sin Min (Zee Kone), Shwe Bon Thar
- Shwe Pan: Shwe Pan
- Shwe Pan Kyun: Shwe Pan Kyun
- Shwe Pauk Pin: Shwe Pauk Pin
- Shwe Ta Chaung: Na Nwin Kaing, Shwe Ta Chaung
- Su Lay Kone: Su Lay Kone
- Ta Ma Say Kan: Ma Gyi Kan, Ta Ma Say Kan
- Tha Nat Kone: Tha Nat Kone
- Tha Yet Thar: Tha Yet Thar
- Thar Dun: Shwe Hlay, Thar Dun
- Thaung Gyi: Thaung Gyi
- Twin Gyl: Twin Gyl, Da Hat Chaung, Khan Taw, Mei Za Li Kon
- Ywar Pale: Ywar Pale
- Za Yat Kone: Za Yat Kone
- Zee Kyun: Zee Kyun